# Roches-lès-Blamont
Roches-lès-Blamont település Franciaországban, Doubs megyében. Lakosainak száma 611 fő (2022. január 1.). Roches-lès-Blamont Thulay, Blamont, Autechaux-Roide, Bondeval, Écurcey, Glay, Hérimoncourt és Meslières községekkel határos.

## Népesség
A település népessége az elmúlt években az alábbi módon változott:
| Lakosok száma | 292  | 493  | 548  | 649  | 636  | 643  | 632  | 617  | 616  | 611  |
|               | 1968 | 1982 | 1990 | 2006 | 2013 | 2015 | 2017 | 2019 | 2020 | 2022 |